# Hitoši Cukidži
Hitoši Cukidži (築地 仁, Tsukiji Hitoshi, * 1947, prefektura Kanagawa) je japonský fotograf aktivní ve 20. století. Jeho fotografie jsou ve sbírce Tokijského muzea fotografie a byly představeny na několika výstavách v předních galeriích a muzeích, včetně nadace MAST Foundation nebo v galerii Taka Išii Gallery Photography / Film.

## Životopis
Narodil se v roce 1947 v prefektuře Kanagawa a v roce 1967 promoval na Tokijskou školu fotografie (v současné době 2020 Tokijská polytechnická univerzita). V roce 1975 vydal vlastní publikaci Vertical (DOMAIN). O čtyři roky později založil skupinu „CAMERA WORKS“ společně s fotografickým kritikem Rjuičim Kanekem a fotografem Šinzem Šimaem. Skupina byla založena za účelem hledání nových stylů fotografické reprezentace a vydávání časopisů o práci kameramanů v Tokiu (1979–1995) jako platforma pro umělce zvané „nezávislí fotografové“.
V roce 2016 se zúčastnil skupinové výstavy Black Sun/Red Moon: Pictures from Japan, Ratio 3, San Francisco, California, USA. V roce 2020 pak skupinové výstavy Uniform: Into The Work. Out Of The Work, MAST Foundation, Bologna v Itálii.

## Publikace
Podle zdroje:
- Fotokniha: Suichokujo no (ryoki) 垂直上の, (領域) (Verticality's (Territory)), 1975
- Fotokniha: Shashinzo 写真像 (Photographic Images), 1984
- Fotokniha: Toshiba, 1989